# ريني غينون
ريني گنون وبعد إسلامه عبد الواحد يحيى (15 نوفمبر 1886 - 7 يناير 1951) (بالفرنسية: René Guénon) كان كاتبا ومفكرا فرنسيا، ولا يزال شخصا ذا نفوذ في مجال الميتافيزيقا والعلوم المقدسة والدراسات التقليدية والرمزية والاستهلالية . اقترح غوينون من خلال كتاباته اما اكتشاف بعض النواحي الميتافيزيقية في العقائد الشرقية مباشرة (و هو يعرف هذه العقائد بـ«شخصية شاملة»)، أو تعديل هذه العقائد للقراء الغربيين، بينما يحافظ على روحهن بشكل كامل. ترجمت أعماله التي كتبت ونشرت بالفرنسية، إلى أكثر من عشرين لغة. كتب أيضا لمجلة المعرفة باللغة العربية.
ومؤلفاته: - السلطة الروحية و الحكم الزمني
-  أزمة العالم الحديث
- مليك العالَم
- رموز الإنسان الكامل
- هيمنة الكم و علامات آخر الزمان
- مراتب الوجود المتعددة
- التصوف الإسلامي المقارن
- شرق و غرب
- نظرات في التربية الروحية
- التربية و التحقق الروحي
- رموز العلم المقدس

## حياته
ولد ريني گنون في بلوا لعائلة كاثوليكية وكان أبوه معماريا، وفي عام 1904 سكن في باريس التي درس فيها الرياضيات والفلسفة وقد كان طالبا ممتازا، خاصة في الرياضيات، رغم صحته المتدهورة. كطالب صغير في باريس، نظر إلى بعض الأوساط التنجيمية الباريسية، التي كانت في ذلك الوقت تحت سيطرة «بابوس» (Papus). إنضم إليهن تحت اللقب «تآو بالينجينيوس» (Tau Palingenius)، وقد بقى المشارك الرئيسي لمراجعة La Gnose (الروحية) حتى سنة 1922, ومن خلال اندفاعه نحو الطرق التنجيمية والماسونية الزائفة، استنتج أنه لا يمكن تجمع تلك العقائد المصنفة بطريقة سيئة وتشكل «صرح ثابت».
في كتابه The Reign of Quantity & The Signs of The Times هيمنة الكمية وعلامات اخر الزمان)، يبين غوينون الفراغ الفكري في الحركة التنجيمية الفرنسية، التي وصفها بتفاهة شاملة، خاصة بسبب اختراق قاتل من بعض الأشخاص ذو طبيعة شاذة وشريرة. حسب تبيين من أندي بريو، استخرجه محرره وكاتب سيرته الذاتية شاكورناك، يوجد احتمال قوي أنه استهلل للهندوسية والطاوية في ذلك الوقت وقد استهلل أيضا للإسلام من خلال التصوف وأبقى اسمه الإسلامي «شيخ عبد الوحيد يحيى». أثر إيفان أغويلي (عبد الهادي) على استهلاله للتصوف وكان مريده الشيخ عبد الرحمن الكبير، ممثل مهم للإسلام في مصر في ذلك الوقت وعميدا للمذهب المالكي في جامعة الأزهر وقد أهدى له گنون كتابه The Symbolism of the Cross (رمزية الصليب).
في سنة 1917, قضى غوينون سنة في المدينة الجزائرية سطيف ودرّس الفلسفة لطلاب الجامعة هناك. بعد الحرب العالمية الاولي ، ترك التدريس لكي يكرّس وقته للكتابة، وكذلك نشر كتابه الأول Introduction to the Study of Hindu Doctrines (مقدمة لدراسة العقائد الهندوسية) في عام 1921. سافر إلي القاهرة في سنة 1930, ليقوم بمشروع جمع وترجمة مستندات تتعلقن بالتصوف وترك المشروع بعد قرار مفاجئ من محرره، وقد رفض غوينون أي اقتراح للعودة إلى فرنسا من أصحابه الغربيين، فبقى وحده في القاهرة رغم تدهور حالته المادية. استمر في الكتابة والمراسلة مع أصحابه من بلدان متعددة ولا تزال أسباب رفضه للعودة إلى الغرب غير معروفة. تعّرف على الشيخ محمد إبراهيم في القاهرة، فتزوج إبنته في عام 1934 وقد أنجبت أربع أبناء (وُلد آخرهم وسمي عبد الواحد في عام 1951). استمر غوينون في عاداته القاسية وحياته البسيطة في مصر، وكرسها للكتابة والروحية، وقد تحصل على جنسية مصرية في سنة 1949. توفي غوينون في القاهرة يوم 7 يناير 1951 بعد أن كانت لفظة «الله» آخر كلمة نطق بها.

## وصلات خارجية
- René-Guénon.org (بالفرنسية)
- Sciencesacree.com (بالفرنسية)